# Neree Claes
Prof. dr. Neree Claes (Hasselt, 1971) is een expert in leiderschap binnen de gezondheidszorg. In 2006 behaalde ze haar doctoraat over kwaliteitsbevorderende modellen in de gezondheidszorg. Ze begon haar loopbaan als geneesheer-directeur bij een verzekeringsmaatschappij en bekleedt momenteel diverse functies, waaronder voorzitter van het Wit-Gele Kruis Limburg vanaf 2015, (arbeids)arts bij CLB Group en Covida vzw, en professor aan de Universiteit Hasselt.

## Biografie
Claes studeerde algemene geneeskunde aan de KU Leuven. Ze behaalde aanvullende masterdiploma's in huisartsgeneeskunde en verzekeringsgeneeskunde en promoveerde met het proefschrift "Improvement of the Management of Oral Anticoagulation by Belgian General Practitioners" aan de KU Leuven.
Daarnaast behaalde ze een Executive Master in Business Administration (MBA) aan de Antwerp Management School en volgde ze aanvullende opleidingen op het gebied van coaching en leiderschap. Haar focus ligt op het begeleiden van professionals en organisaties bij het ontwikkelen van effectieve leiderschapsstrategieën en talentmanagement.

## Onderscheidingen
2002: Futura VKG-CPM prijs voor de Belgian Improvement Study on Oral Anticoagulation Therapy (BISOAT-studie)
2003: Paul Capel Prijs van de Belgische Vereniging van Trombose en Haemostase
2004a: nominatie Young Investigators Award van de Belgische Vereniging van Cardiologie
2004b: nominatie Best Junior Investigator price, Wonca Europe congres

## Publicaties/Boeken
- Hartinfarct of beroerte? Jij kan er zelf wat aan doen! (2008, Van Halewyck)
- Leiderschap in de Gezondheidszorg: Van theorie tot praktijk (2016, Acco) – Een praktijkgericht werk over de noodzaak van leiderschap bij artsen en verpleegkundigen.
- Persoonlijk Leiderschap: Een moedig en krachtig levenspad (2024, Acco) – Een combinatie van theorie, oefeningen en persoonlijke getuigenissen ter ondersteuning van zelfontwikkeling en leiderschap. ISBN 9789464674637